# Saint-Romain-en-Viennois
Saint-Romain-en-Viennois é uma comuna francesa na região administrativa da Provença-Alpes-Costa Azul, no departamento de Vaucluse. Estende-se por uma área de 9 km². Em 2010 a comuna tinha 809 habitantes (densidade: 89,9 hab./km²).